# 24. Międzynarodowy Festiwal Filmowy w Cannes
24. Międzynarodowy Festiwal Filmowy w Cannes odbył się w dniach 12–27 maja 1971 roku. Imprezę otworzył pokaz amerykańskiego filmu dokumentalnego Gimme Shelter w reżyserii braci Maysles i Charlotte Zwerin.
Jury pod przewodnictwem francuskiej aktorki Michèle Morgan przyznało nagrodę główną festiwalu, Złotą Palmę, brytyjskiemu filmowi Posłaniec w reżyserii Josepha Loseya. Drugą nagrodę w konkursie głównym, Grand Prix, przyznano dwóm amerykańskim filmom: Johnny poszedł na wojnę w reżyserii Daltona Trumbo oraz Odlot w reżyserii Miloša Formana.

## Jury Konkursu Głównego
- Michèle Morgan, francuska aktorka − przewodnicząca jury[3]
- Pierre Billard, francuski krytyk filmowy
- Michael Birkett, brytyjski producent filmowy
- Anselmo Duarte, brazylijski reżyser
- István Gaál, węgierski reżyser
- Sergio Leone, włoski reżyser
- Aleksandar Petrović, serbski reżyser
- Maurice Rheims, francuski historyk sztuki
- Erich Segal, amerykański pisarz

## Filmy na otwarcie i zamknięcie festiwalu
|             | Tytuł                     | Reżyseria                                        | Kraj              |
| ----------- | ------------------------- | ------------------------------------------------ | ----------------- |
| Otwierający | Gimme Shelter             | Albert Maysles, David Maysles i Charlotte Zwerin | Stany Zjednoczone |
| Zamykający  | Małżonkowie roku drugiego | Jean-Paul Rappeneau                              | Francja           |